# آکورا

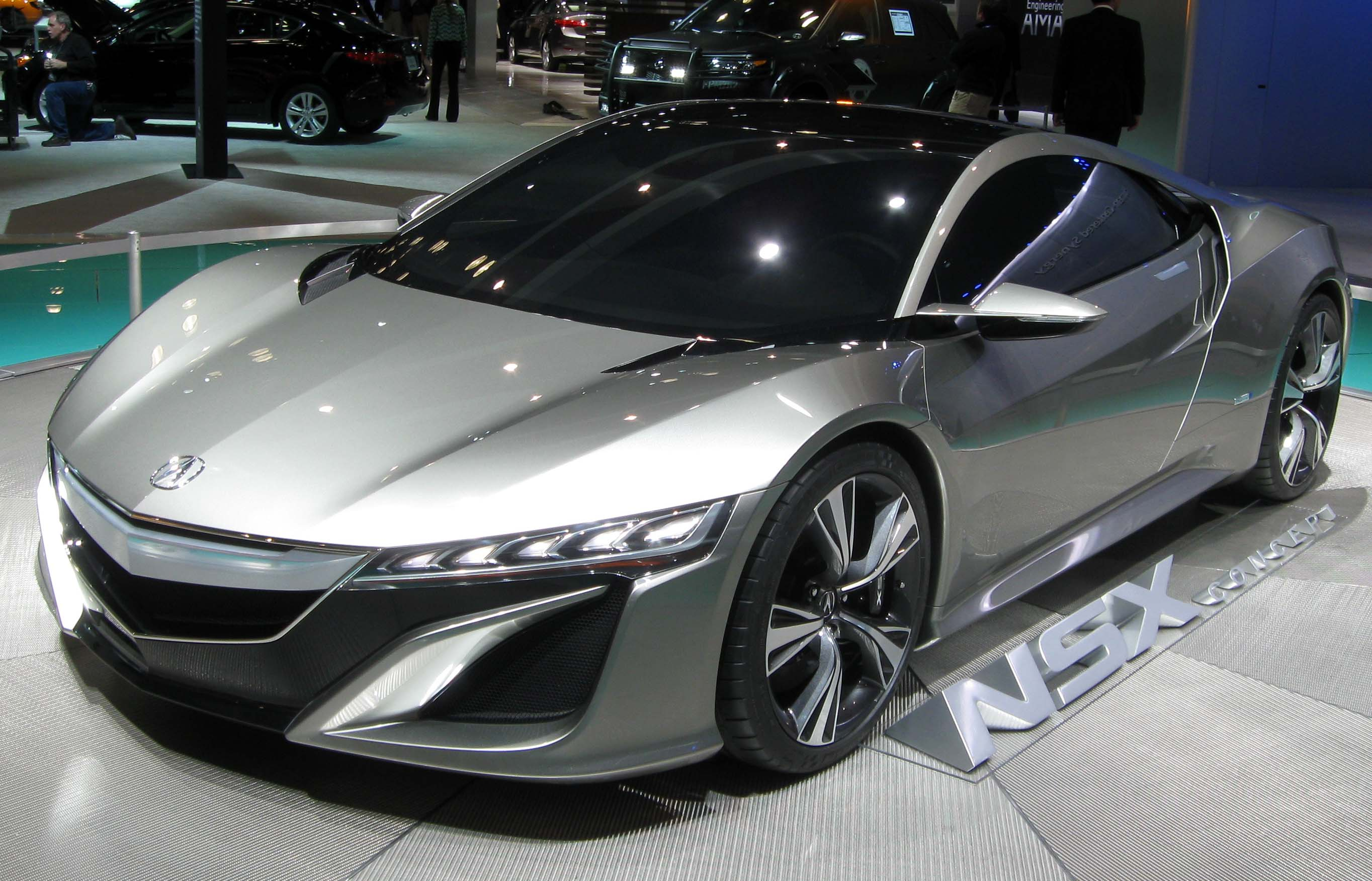
آکورا ان‌اس‌ایکس نمایشی، مدل ۲۰۱۲

آکورا یا اکیورا (به ژاپنی: アキュラ) شرکت خودروسازی ژاپنی است، که تولیدکننده خودروهای لوکس، خودروهای اسپورت و سدان اسپورت شرکت هوندا می‌باشد. شرکت آکورا رقیب اول شرکت‌هایی همانند لکسوس، اینفینیتی و ب‌ام‌و در تولید خودروهای لوکس است.
شرکت آکورا در سال ۱۹۸۶ فعالیتش را آغاز نمود. خودروهای لوکس این شرکت از سال ۱۹۸۶ در ایالات متحده آمریکا، کانادا و هنگ کنگ و از سال ۲۰۰۴ در مکزیک و از سال ۲۰۰۶ در چین عرضه شد. همچنین آکیورا از پایان سال ۲۰۰۸ در روسیه عرضه گردید.
آکورا نخستین شرکت ژاپنی است، که تولید خودروهای لوکس را در دستور کار خود قرار داد. پیش از شکل‌گیری برند آکورا، هدف اول شرکت‌های خودروسازی ژاپنی، تولید خودرو با حداقل هزینه بود. امروزه بزرگترین رقبای آکورا، دو شرکت لکسوس (با مدیریت تویوتا) و اینفینیتی (با مدیریت نیسان) می‌باشند.
دفاتر مرکزی این شرکت در شهرهای میناتو، توکیو، ژاپن و تورانس، کالیفرنیا، ایالات متحده آمریکا قرار دارند. از خودروهای تولید شده توسط آکورا، می‌توان به: آکورا آردی‌ایکس، آکورا تی‌ال، آکورا سی‌اس‌ایکس، آکورا سی‌اس‌ایکس، آکورا ام‌دی‌ایکس، آکورا ای‌ال، آکورا ویگور و آکورا لجند، اشاره نمود.
نکته جالب دربارهٔ برند ژاپنی آکورا این است که در خود ژاپن عرضه نمی‌شود و تلاش‌ها در سال ۲۰۰۸ برای عرضه آن به ژاپن هم بی‌نتیجه ماند.

## چگونگی تأسیس
اواسط دهه ۸۰ میلادی بود که خودروسازان ژاپنی پتانسیل موجود در بازار آمریکا را به خوبی درک کردند و با خلق برندهای لوکس و اسپرت مستقیماً بازار این کشور را هدف گرفتند.

## تاریخچه
آکورا پس از تأسیس ابتدا در بازار آمریکا دو خودروی لجند و انتگرا که به ترتیب مدل‌های بهسازی شده هوندا آکورد و هوندا سیویک بودند را عرضه کرد که در همان سال اول به تعداد ۱۰۹ هزار دستگاه فروخته شدند و در سال بعد هم به انتخاب مجله موتور ترند مدل کوپه لجند برنده جایزه بهترین خودروی وارداتی آمریکا شد. اما آنچه در دهه ۹۰ آوازه آکورا را جهانی کرد کوپهٔ ان‌اس‌ایکس بود. در سال ۲۰۰۰ آکورا اولین خودرویی که به هیچ‌کدام از مدل‌های هوندا وابسته نبود را عرضه کرد. این خودرو هم خودرویی نبود جز آکیورا ام‌دی‌ایکس. بعدها مدل‌های فراوانی خودروی مستقل از هوندا توسط آکورا طراحی شد اما پرفروش‌ترین خودروها شاسی‌بلندهای ام‌دی‌ایکس و آردی‌ایکس و زددی‌ایکس بودند.

## محصولات فعلی
آکورا در حال حاضر شش محصول را بر روی خط تولید خود دارد.
| خودرو           | تولید       | کلاس                  | تصویر |
| --------------- | ----------- | --------------------- | ----- |
| آکیورا ام‌دی‌ایکس | از سال ۲۰۰۰ | اس‌یووی بزرگ           |       |
| آکیورا آردی‌ایکس | از سال ۲۰۰۶ | کراس‌اوور سایز متوسط   |       |
| آکیورا سی‌دی‌ایکس | از سال ۲۰۱۷ | کراس‌اوور سایز کوچک    |       |
| آکیورا تی‌ال‌ایکس | از سال ۲۰۱۴ | سدان اسپرت سایز متوسط |       |
| آکیورا آی‌ال‌ایکس | از سال ۲۰۱۳ | سدان کامپکت اسپرت     |       |
| آکیورا ان‌اس‌ایکس | از سال ۲۰۱۷ | سوپر اسپرت            |       |